# Préjaïnisme
Avec l'hindouisme, et ses profondes racines qui remontent jusqu'à la tradition de la civilisation de l'Indus et de la religion harappienne, le jaïnisme s'affiche, lui aussi, comme une religion dont les origines remontent à la plus haute Antiquité de l'histoire indienne. Néanmoins, on peut considérer Mahâvîra, le 24e et dernier Tirthankara du jaïnisme, comme celui qui a vraiment imposé le jaïnisme sous sa forme actuelle, dans la société indienne. Pour cette raison, on parlera non pas de jaïnisme (on dit aussi jinisme), mais de préjaïnisme ou de Tradition jaïna, en ce qui concerne le jaïnisme avant l'apparition de Pârshvanâtha et de Mahâvîra, afin de ne pas confondre les différents aspects de cette religion antique. 

## La signification du mot «Jaïnisme»
Le terme « Jina » veut dire, littéralement, « Vainqueur ». Il désigne quelqu'un qui est arrivé à vaincre ses passions, telles que le désir, la haine, la colère, l'avidité, l'orgueil... et qui, grâce à ses efforts acharnés, s'est libéré, personnellement, des attachements terrestres et du cycle des transmigrations.
Un « Jina » n'est ni un esprit, ni l'incarnation d'un dieu, c'est un être humain qui a remporté la victoire de son âme.
Tout homme peut devenir un Jina et, comme tel, quelqu'un qui, dans ce monde, parvient à acquérir la connaissance infinie, à vaincre ses passions et à se libérer de tout attachement et de toute aversion.
Le jaïnisme peut être défini comme « l'ensemble des principes suivis et prêchés par les Jina ». Ce n'est pas une religion créée par un « Être surnaturel », ou basée sur un « Livre sacré » de caractère divin. Son origine est uniquement humaine. Il a été enseigné par des hommes qui sont parvenus à la connaissance suprême et au contrôle d'eux-mêmes, grâce à leurs efforts. Le jaïnisme est, en bref, la quintessence des recommandations des âmes parfaites qui sont arrivées à l'état de Jina.
Le mot « jaïnisme » vient de la traduction du terme d'origine sanscrite: « jaïna-dharma » ou « Jina-dharma » (religion jaïna ou religion des Jina). C'est la raison pour laquelle un certain nombre de jaïnologistes allemand, comme Leuman, Winternitz, et Schubring, ont préféré les vocables de « Jinismus » ou « Jinisme ». Jinisme est aussi le terme choisi par les auteurs de l'Encyclopédie philosophique universelle (PUF). Les deux dénominations sont correctes, car jaïnisme signifie la religion que pratiquent les « jains » et Jinisme la religion enseignée par les Jina. Mais, des deux expressions, la première est la plus courante et la plus employée, à la fois dans la littérature et la langue ordinaire. Langue truffée de diphtongues, l'anglais s'est bien accommodé du terme jain et a choisi la forme jainism, qui est devenue « jaïnisme », en français..

## La tradition desTîrthankara
Par le fait que les Jina sont parvenus à la connaissance suprême (kevala-jnâna), on les qualifie de Kevalî-Jina.
Ces Kevalî-Jina sont de deux sortes: ceux qui sont uniquement soucieux de leur salut personnel (ce sont les Sâmânya-kevalî) et ceux qui, après avoir atteint la connaissance suprême, sont désireux de montrer à tous la voie de la libération (ce sont les Tîrthankara-kevalî). Ce qualificatif est donné aux seconds, parce qu'ils sont les constructeurs du tirtha (du gué), qui aide les êtres humains à traverser le grand océan de l'existence, le samsâra (l'océan de la vie).
Les Thîrthankara sont ainsi, les guides qui montrent à tous les êtres vivants la voie de la libération définitive, de l'émancipation du cycle des naissances et des morts successives.
Selon la tradition jaïna, il y a eu 24 Tîrthankara dans le passé, il y en a 24 à l'époque actuelle, et il y en aura encore 24 dans le futur.
Les 24 Tîrthankara, ou Grands Guides, de l'époque actuelle, sont:
1) Rshabha-nâtha ou Adi-nâtha, 2) Ajita-nâtha, 3) Sambhava-nâtha, 4) Abhinandana-nâtha, 5) Sumati-nâtha, 6) Padma-prabha, 7) Supârshva-nâtha, 8) Chandra-prabha, 9) Pushpadanta, 10) Shîtala-nâtha, 11) Shrayamsa-nâtha, 12) Vâsupûjya, 13) Vimala-nâtha, 14) Anantha-nâtha, 15) Dharma-nâtha,16) Shanti-nâtha, 17) Kunthu-nâtha,18) Ara-nâtha, 19) Malli-nâtha, 20) Munisuvrata-nâtha, 21) Nami-nâtha, 22) Nemi-nâtha, 23) Pârshva-nâtha, et 24) Mahâvîra ou Vardhamâna.
Naturellement, il existe un lien entre ces vingt-quatre Grands Guides, qui sont apparus à différentes époques de l'histoire de l'Inde. Ce qui signifie que la religion prêchée à la nôtre, en premier lieu, dans un lointain passé antique, par Rshabha-nâtha, l'a été successivement durant leur vie, par vingt-trois autres Tîrthankara, pour le bien de l'humanité.
Mahâvîra apparaît, dans cette suite, au vingt-quatrième rang. Comme il se trouve qu'il est le dernier, il est considéré par beaucoup comme le fondateur de la religion jaïna. C'est une erreur. Aujourd'hui, les historiens sont formels: Mahâvîra a ben créé la religion jaïna, celle-ci n'existait auparavant que selon des légendes ultérieures..

## La tradition jaïna et le Bouddhisme
Comme Mahâvîra était un contemporain plus âgé, d'environ une trentaine d'années, de Gautama Bouddha, il est naturel que l'on trouve dans les écrits bouddhiques, de nombreuses mentions le concernant.
Dans ces œuvres, il est toujours décrit comme le Nirgrantha Jnâtrputra, c'est-à-dire: l'ascète nu du clan Jnâtr, mais jamais comme le fondateur du jaïnisme. Cette religion n'est pas mentionnée comme une religion nouvelle mais ancienne. On trouve également, dans ces écrits, de nombreuses références aux ascètes nus jaïna, à la vénération des Arhat dans leurs temples, et à la « quadruple religion » du 23e Tîrthankara Pârshva-nath. 
La littérature bouddhique cite la tradition jaïna des Tîrthankara et notamment les noms de Rshabha, Padma-prabha, Chandra-prabha, Pushpadanta, Vimala-nâtha, Dharma-nâtha. Ainsi, le Dharmottarapradîpa mentionne Rshabha et Mahâvîra ou Vardhamâna comme étant des Âpta (Tîrthankara). Le Dhamika-sutta de lAmgutaranikâya parle d'Arishta-nemi ou Nemi-nâtha comme de l'un des six Tîrthankara de cet ouvrage.
Le Manoratha-pûranî cite les noms de nombreux laïques, hommes et femmes, disciples de Pârshva-nâtha et parmi eux se trouvent celui de Vappa qui était l'oncle de Gautama Bouddha, lui-même. Il est également indiqué, dans ce livre, que Gautma Bouddha pratiqua lui aussi la pénitence, selon la discipline jaïna, avant de fonder sa propre religion.

## La Tradition jaïna et l'Hindouisme
La tradition jaïna des 24 Tîrthankara est reconnue, dans les écritures anciennes des hindous, comme elle l'est par les bouddhistes.
Les hindous n'ont jamais contesté le fait que le jaïnisme a été fondé par Rshabha et ils placent son époque à peu près à celle qu'ils conçoivent comme le commencement du monde. Ils le reconnaissent comme un personnage divin et donnent de lui la même parenté que celle indiquée par les jaïns.
Ils acceptent également que l'Inde soit appelée Bhâratavarsha en raison du nom de Bhârata que portait le fils aîné de Rshabha. Néanmoins, il y a deux autres Bhârata célèbres, mais il est dit nulle part que c'est de leur fait que l'Inde est appelée Bhâratavarsa.
Au contraire, le prince Bhârata bien connu, l'aîné des fils du Seigneur Rshabha, le premier Tîrthankara, est le plus célèbre car, par ses grands exploits, il a mis tous les royaumes de l'Inde sous son autorité, en tant que Chakravarti (empereur) Bhârata. C'est bien la raison pour laquelle l'Inde est appelée Bhârata-varsha. Ce fait est amplement rapporté dans les Bhâgavata, Mârkandeya, Vâyu, Brahmânda, Skanda, Vishnu et autres Purâna hindous.
Dans le Rig-Veda on peut relever des mentions précises de Rhabha et d'Arishta-nemi.
Dans le Ayur-Veda, sont également cités les noms de Rshabha, Ajita-nâtha et Arishta-nemi.
Dans l'Atharva-Veda la secte des Vrâtya est mentionnée. Cette secte est celle des jaïns, car le mot vrâtya veut dire « ceux qui observent des vœux » (les jaïns), pour les distinguer des hindous.
Enfin, dans l'Atharva-Veda encore, le mot Mahâvrâtya apparaît, ce qui laisse supposer qu'il se rapporte à Rshabha qui était considéré comme le « Grand Guide des observateurs de vœux ». 

## La tradition jaïna et les preuves archéologiques
On peut considérer, à partir d'un certain nombre de références historiques, que Rshabha est le fondateur du jaïnisme. Hermann Jacobi a écrit, à ce sujet: « Rien ne prouve que pârshva a fondé le jaïnisme. La tradition jaïna est unanime à reconnaître Rshabha, le premier Tîrthankara, comme son fondateur. Il doit avoir quelque chose d'historique dans cette tradition ».
Il est facile de prouver que, dès le Ve siècle av. J.-C., Rshabha était vénéré. On rapporte que le roi Khâravela, du Kalinga, ramena des trésors après sa seconde invasion du Magadha, en 161 av. J.-C., et que parmi ceux-ci se trouvait l'idole connue sous le nom d'Agrajina, le « premier Jina », Rshabha, qui avait été emportée du Kalinga, trois siècles auparavant, par le roi Nanda Ier. Cela veut dire qu'au Ve siècle avant notre ère, Rshabha était vénéré et que sa statue était grandement estimée par ses disciples. De plus, comme l'on voit, dans plusieurs inscriptions anciennes, d'authentiques références historiques aux statues de celui-ci, on peut affirmer, avec certitude, qu'il est bien le fondateur du jaïnisme, ou de la tradition jaïna ou préjaïnisme.
Des preuves archéologiques, dans la vallée de l'Indus, datant de la civilisation de l'Age de Bronze, renforcent la tradition de la grande ancienneté de la religion jaïna et portent témoignage de la prédominance de la vénération de Rshabha, parmi d'autres divinités.
En effet, il y a beaucoup de vestiges, dans les fouilles de cette vallée, qui prouvent que la religion jaïna était dominante, à cette époque ancienne (de 3500 à 3000 avant à notre ère):
- 1° On constate qu'il y a, dans ce lieu, beaucoup de figures en argile de divinités et que celles des divinités féminines sont plus nombreuses que celles des divinités masculines. Ces dernières sont nues. le Dr Ernest Mackay, le célèbre archéologue spécialiste des fouilles de la vallée de l'Indus, dit que « pour une raison difficile à comprendre, les figurines en argile des divinités masculines sont indéniablement rares et qu'elles sont entièrement nues, à la différence de celles des divinités féminines qui portent toujours un petit habillement, avec parfois des bracelets et des colliers[1] ».

Ce fait révèle que les habitants de la vallée de l'Indus ont laissé des traces de la religion jaïna, car la vénération de divinités masculines nues est une tradition bien établie chez elle.
- 2° On trouve, gravées sur un sceau, six représentations de divinités masculines nues et chacune se tient debout dans une attitude contemplative, avec les deux mains près du corps. Comme cette position debout (kâyotsarga) est une pratique de pénitence propre aux jaïns et que tous les ascètes sont nues, on peut en conclure qu'il s'agit bien des Tîrthankara.

- 3° Les représentations des divinités masculines gravées sur d'autres sceaux, dans une attitude contemplative et en position assise, sont aussi des Tîrthankara parce qu'elles n'ont qu'un seul visage, alors que celles supposées être des prototypes du Seigneur Shiva dans la religion harappienne ont généralement trois visages, trois yeux et trois cornes.

- 4° Sur certains sceaux figure la représentation d'un taureau, gravée sous les divinités masculines nues pratiquant la pénitence dans la position dite kâyotsarga. Ces divinités sont incontestablement des représentations de Rshabha parce que, chez les jaïns, il existe une pratique courante qui est celle de faire figurer, sous l'idole de chaque Tîrthankara, son emblème (lânchhana), et que celui de Rshabha est justement un taureau.

- 5° On peut voir aussi, sur un certain nombre de sceaux, le signe sacré du svastika. Tel est le cas des sceaux n° 502, 503, 506 et 514. Or cela correspond exactement aux pratiques jaïna et hindoues de graver ce signe.

- 6° Enfin, sur les sceaux trouvées à Mohenjo-Daro, il y a un certain nombre de motifs et l'on peut constater que ceux-ci sont identiques à ceux que l'on voit dans l'art jaïna ancien de Mathura.

On peut donc affirmer, par ces preuves archéologiques, que, dans la civilisation de la vallée de l'Indus, la vénération de Rshbha, le premier Tîrthankara jaïna, existait avec celle du dieu hindou ou harappien que l'on considère comme le prototype du Seigneur Shiva.
Cette existence de la tradition jaïna, dans la période la plus ancienne de l'histoire indienne, est reconnue par de nombreux érudits, tels que le Dr. Radha Kumud Mookerji, Gustav Roth, le professeur A. Chakravarti, le professeur Ram Prasad Chanda, T.N. Ramchandran, Champat Rai Jaïn, Kamta Prasad Jaïn, et d'autres.